# شاهسون (کردامیر)
شاهسون (به ترکی آذربایجانی: Şahsevən) یک منطقه مسکونی در جمهوری آذربایجان است که در شهرستان کردامیر واقع شده است. شاهسون ۲۱۲۳ نفر جمعیت دارد.